# Gerhard Lang (förläggare)
Gerhard Lang, född 1881 i Maulbronn, död 1974 i München, var en tysk bokhandlare och förläggare. I början av 1900-talet fick Lang idén om att producera en adventskalender till försäljning, som han lät trycka i München på F. Reichholds Lithographischer Kunstanstalt under mottot "Im Lande des Christkinds" (I Kristusbarnets land). I slutet av 1930-talet hade hans förlag producerat 30 olika adventskalendrar i 40 versioner.

## Biografi

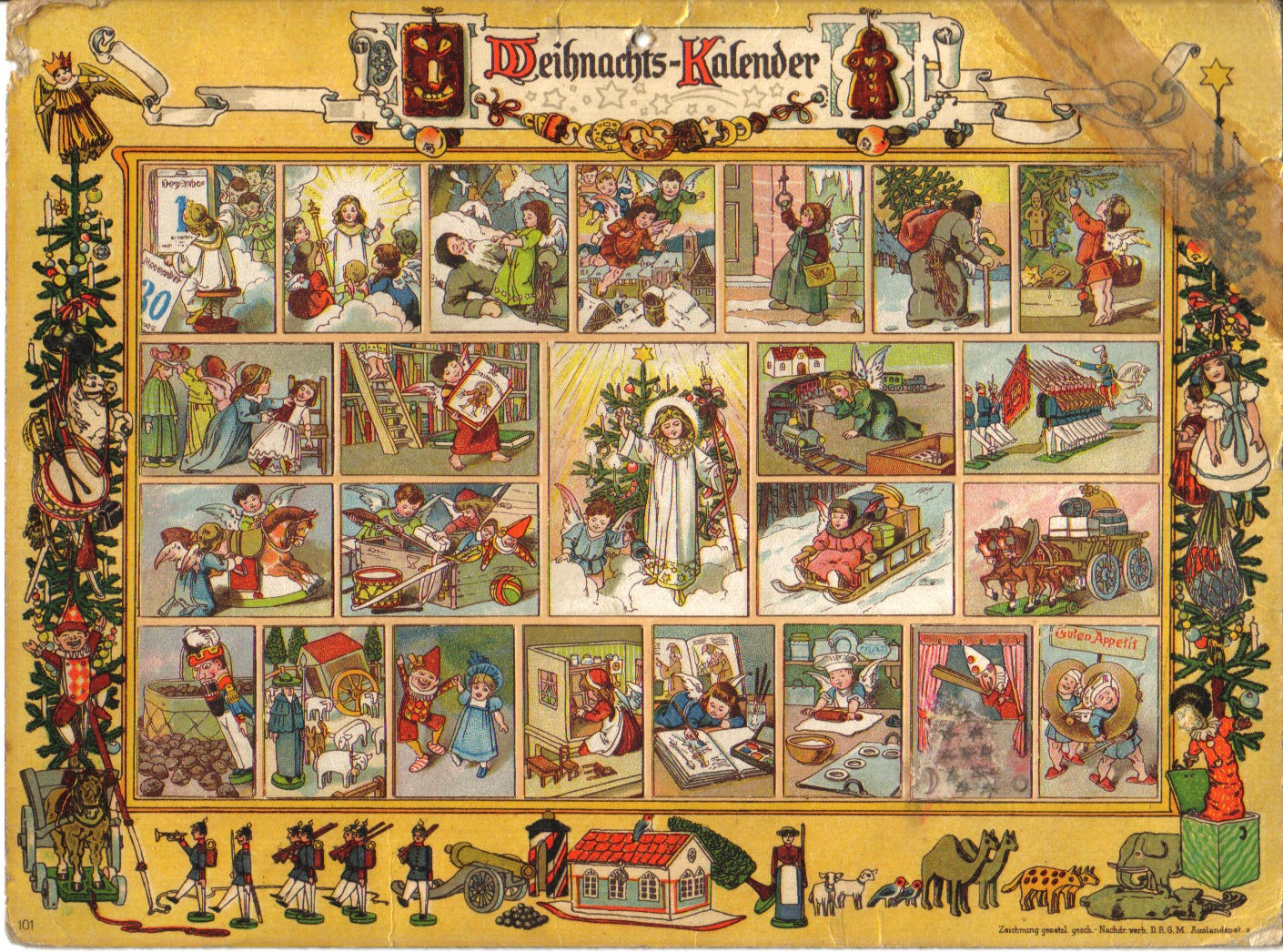
Richard Ernst Kepler: Im Lande des Christkinds, adventskalender med verser av Gerhard Lang, inklistrad 1903, löpnummer 101

Som son till en schwabisk pastor från Maulbronn avslutade Lang till en början en lärlingsutbildning som bokhandlare. Efter att ha avslutat sin lärlingstid bosatte han sig i München 1902. Inspirerad av en egentillverkad adventskalender som hans mor gjorde till honom som liten, som innehöll kakor och bakelser, på kartong fick Gerhard Lang idén att producera en färdigutskuren adventskalender 1903. Langs idé utformades grafiskt av Richard Ernst Kepler. Den första adventskalendern trycktes med hjälp av den planografiska tryckprocessen i F. Reichholds Lithographischer Kunstanstalt i München. Den fortfarande fönsterlösa adventskalendern bestod av två ark, ett litografiskt tryck med 24 små dikter skrivna av Gerhard Lang i lådor och ett ark med 24 matchande bilder som kunde klippas ut och limmas fast på arket.
Efter att Lang blev delägare i Reichholdsche Kunstanstalt fokuserade han på design och tryckning av adventskalendrar. Han utvecklade den första adventskalendern, som var kommersiellt framgångsrik, under namnet "Münchener Weihnachtskalender – Im Lande des Christkinds". Under de följande två decennierna utökade Lang konsttryckeriet till ett adventskalenderförlag.

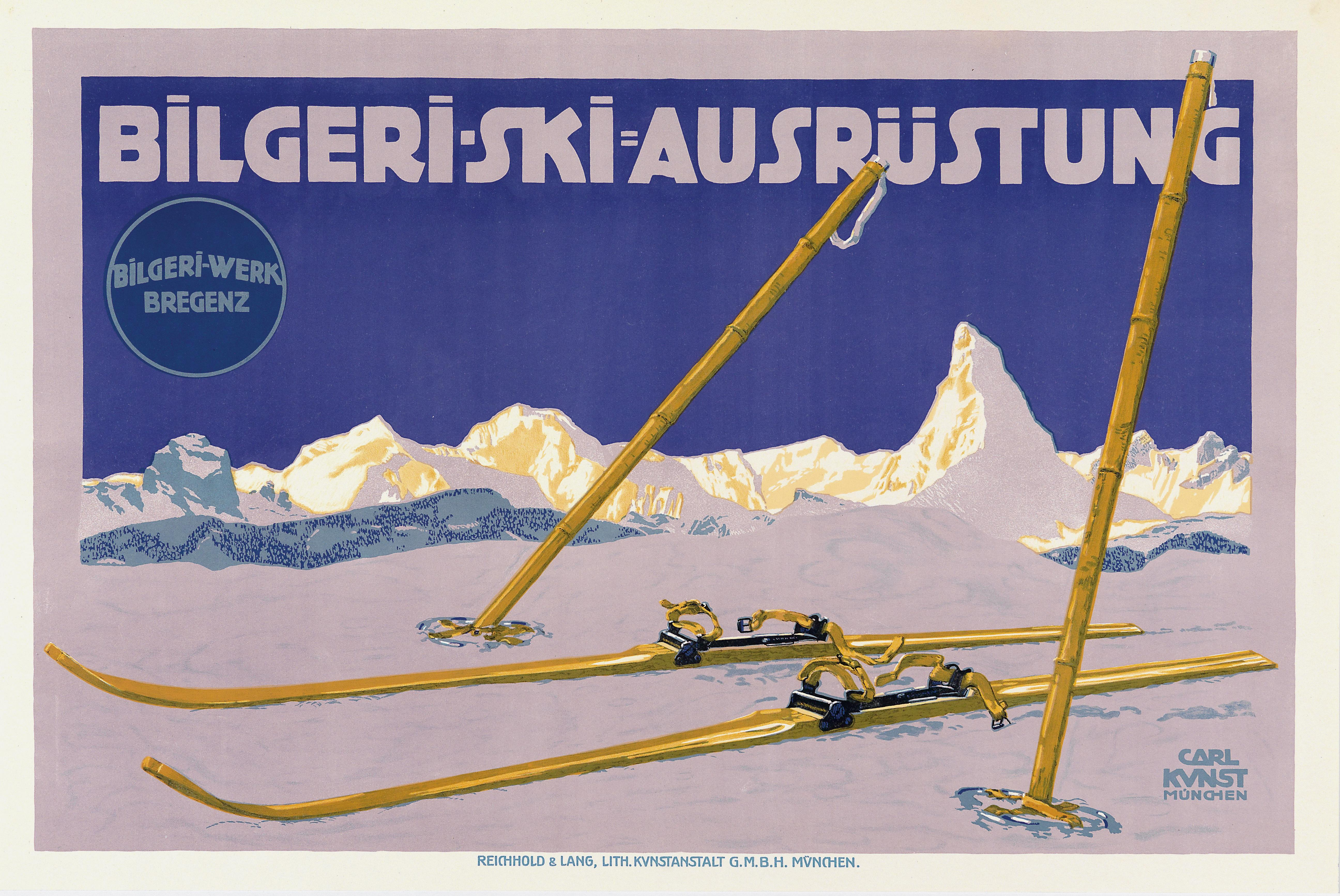
Reklamtryck av Reichhold & Lang

Gerhard Lang utvecklade därefter ytterligare varianter av adventskalendrar - bland annat ett julhus att fylla med choklad, från 1920 adventskalendrar med öppningsbara dörrar, julklockor, adventsträd med fästbara änglar och ett adventshus med fönster som öppnas och lyses upp av ett ljus som planeras inuti.
Förutom adventskalendrar lät Lang trycka julböcker, illustrerade vykort, affischer, kataloger och brevpapper på förlaget. I sitt konsttryckeri publicerade han Paul Hey, Ernst Platz och Wilhelm Schacht. Han kunde få konstnärer som Ludwig Hohlwein att designa reklamaffischer för konstinstitutionen.
Brist på papper efter andra världskrigets utbrott, konkurrens och hög prispress tvingade Gerhard Lang att sluta trycka kalendrar 1940 och att stänga förlaget.
Gerhard Lang bodde i München fram till sin död. Hans gård och utkast till adventskalendrar ägs av folkloristen Esther Gajek som ritat utställningar om adventskalendrarnas historia.